# Lindinis Group
Als Lindinis Group (Lindinis Gruppe) wird in der Forschung eine Gruppe von spätantiken Mosaiken aus Britannien bezeichnet, die gewisse Gemeinsamkeiten aufweisen, so dass vermutet werden kann, dass sie alle aus einer einzigen Werkstatt stammen, die wahrscheinlich ihren Sitz in Lindinis (dem modernen Ilchester) hatte. Typisch für diese Mosaiken ist ein Schema aus vier geometrischen Figuren, die einem Achtort (zwei ineinander geflochtene Quadrate) ähneln. Die rahmenden Muster zeigen Mäander-Swastika. Typisch ist auch ein grober Außenstreifen, der die Mosaiken an allen Seiten rahmt. Ein Mosaik aus der Villa Rustica von Ilchester Mead deutet an, dass die Werkstatt am Ende des vierten Jahrhunderts operierte. Dort fand sich unter einem Mosaik eine Münze von Kaiser Valentinian I. (364–375 n. Chr.).